# Catch the Fair One
Catch the Fair One és una pel·lícula de thriller estatunidenca del 2021 escrita, dirigida i produïda per Josef Kubota Wladyka, basada en una història del mateix Wladyka i de Kali Reis. És protagonitzada per Reis, Daniel Henshall, Tiffany Chu, Michael Drayer, Lisa Emery, Kimberly Guerrero i Kevin Dunn. La trama segueix una exboxejadora anomenada Kaylee que s'uneix voluntàriament a una xarxa de tràfic sexual per trobar la seva germana petita desapareguda. La pel·lícula es va exhibir al Festival de Cinema de Tribeca el 12 de juny de 2021 i es va estrenar als cinemes dels Estats Units l'11 de febrer de 2022. La pel·lícula va rebre elogis de la crítica, amb comentaris positius dirigits a la trama i a les interpretacions. A la 37a edició dels premis Independent Spirit, Reis va rebre una nominació a la millor actriu. S'ha subtitulat al català.

## Repartiment
- Kali Reis com a Kaylee
- Daniel Henshall com a Bobby
- Tiffany Chu com a Linda
- Michael Drayer com a Danny
- Lisa Emery com a Debra
- Kimberly Guerrero com a Jaya
- Kevin Dunn com a Willie
- Isabelle Chester com a Lisa
- Sam Seward com a Jeremiah
- Mainaku Borrero com a Weeta
- Wesley Leung com a Bobby Jr.